# 24649 Balaklava
24649 Balaklava eller 1985 SG3 är en asteroid i huvudbältet som upptäcktes den 19 september 1985 av det rysk-sovjetiska astronomparet Nikolaj och Ljudmila Tjernych vid Krims astrofysiska observatorium på Krim. Den har fått sitt namn efter Balaklava på Krim.
Asteroiden har en diameter på ungefär 16 kilometer.